# استفانو مازینی
استفانو مازینی (انگلیسی: Stefano Mazzini؛ زادهٔ ۶ دسامبر ۱۹۹۸) بازیکن فوتبال است.
از باشگاه‌هایی که در آن بازی کرده‌است می‌توان به باشگاه فوتبال آتالانتا اشاره کرد.